# Аллинге-Сандвиг
Аллинге-Сандвиг (дат. Allinge-Sandvig) — двойной город на северной оконечности острова Борнхольма в Балтийском море, принадлежащего Дании. Находится в 24 км к северу от крупнейшего населённого пункта острова — города Рённе. Город относится к коммуне Борнхольм, которая входит в столичную область Ховедстаден.

## Климат
Аллинге-Сандвиг находится в зоне умеренного морского климата с отсутствием значительного перепада температур, что в значительной мере благоприятствует растениеводству и туризму. Примерно с 1900 года туризм становился все более важным и на данный момент является основным занятием города.

## История
Аллинге и Сандвиг известны с конца XIV века как два отдельных поселения. Аллинге образовался недалеко от естественной гавани на северо-западном побережье острова, а Сандвиг был небольшой рыбацкой деревушкой на берегу небольшой бухты. В обоих поселениях долгое время были паромные переправы в Сканию. Порт Аллинге получил статус города в 1862 годом, а порт Сандвиг в 1831-33 гг.
Крепость Хаммерсхус, крупнейшее средневековое укрепление Северной Европы, датируемое XIII веком, расположена к северо-западу от Аллинге-Сандвиг, недалеко от мыса Хаммерен, самой северной точки острова Борнхольм.

## Галерея

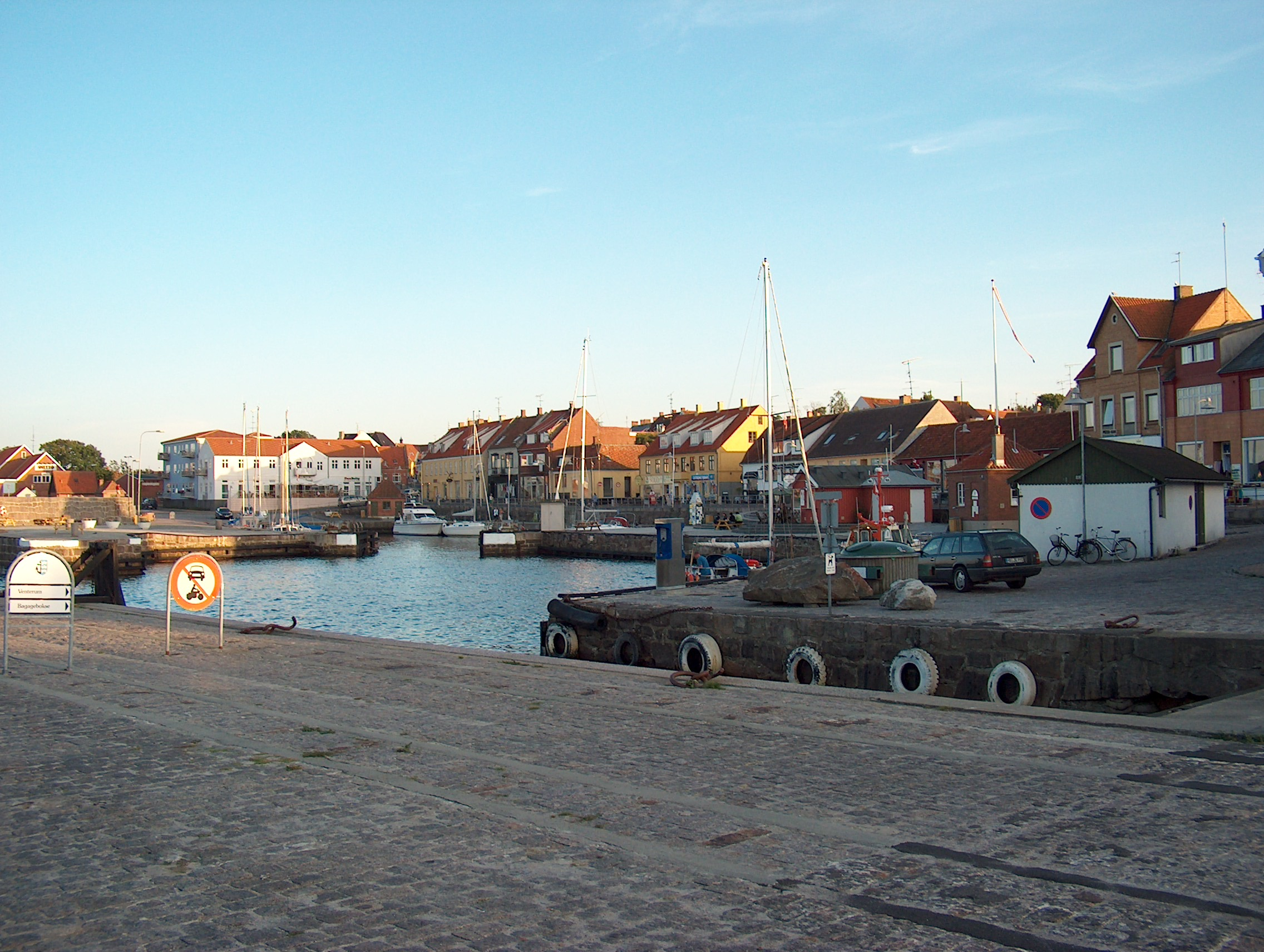
Порт Аллигне
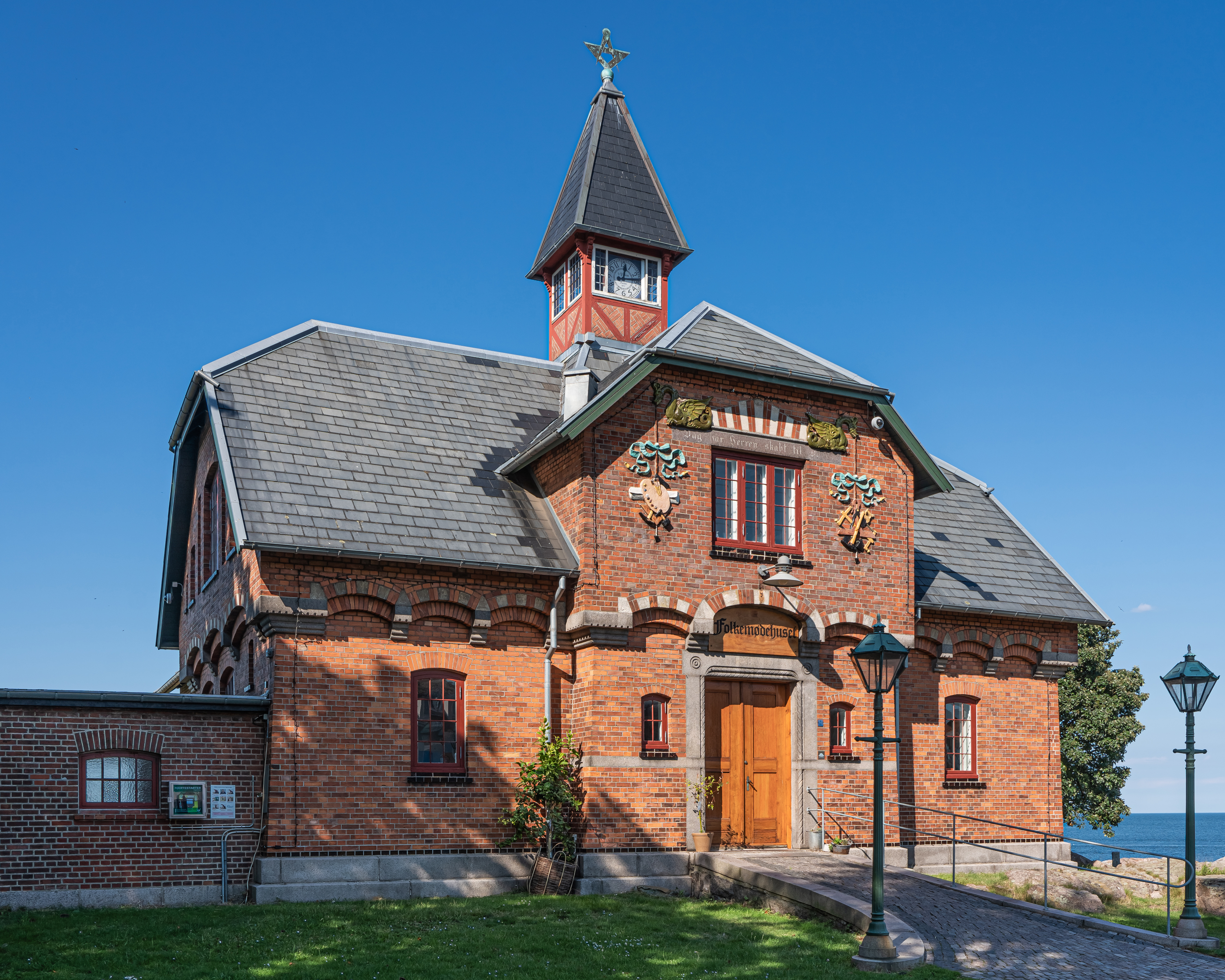
Техническая школа в Аллинге
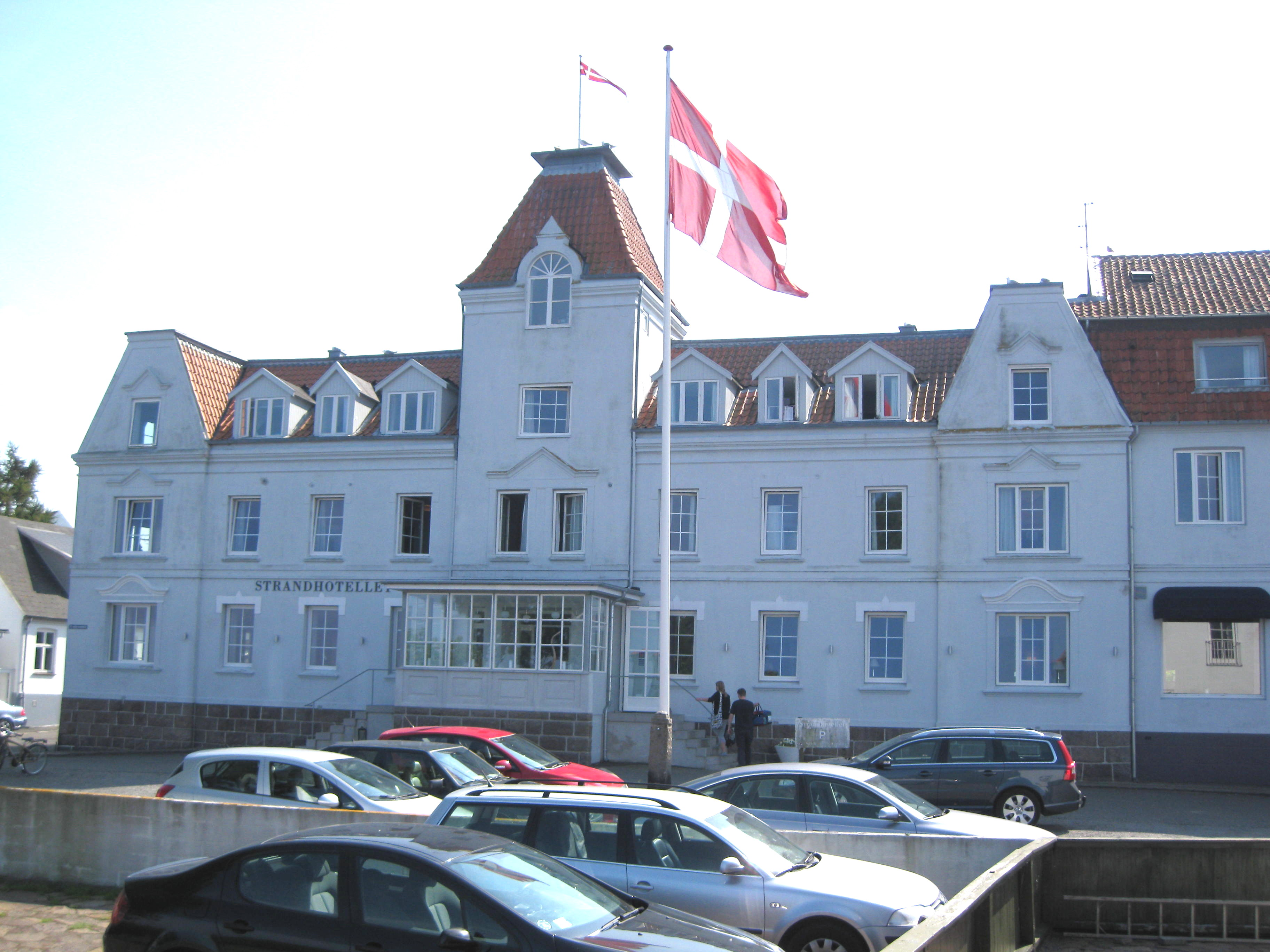
Отель в Сандвиг
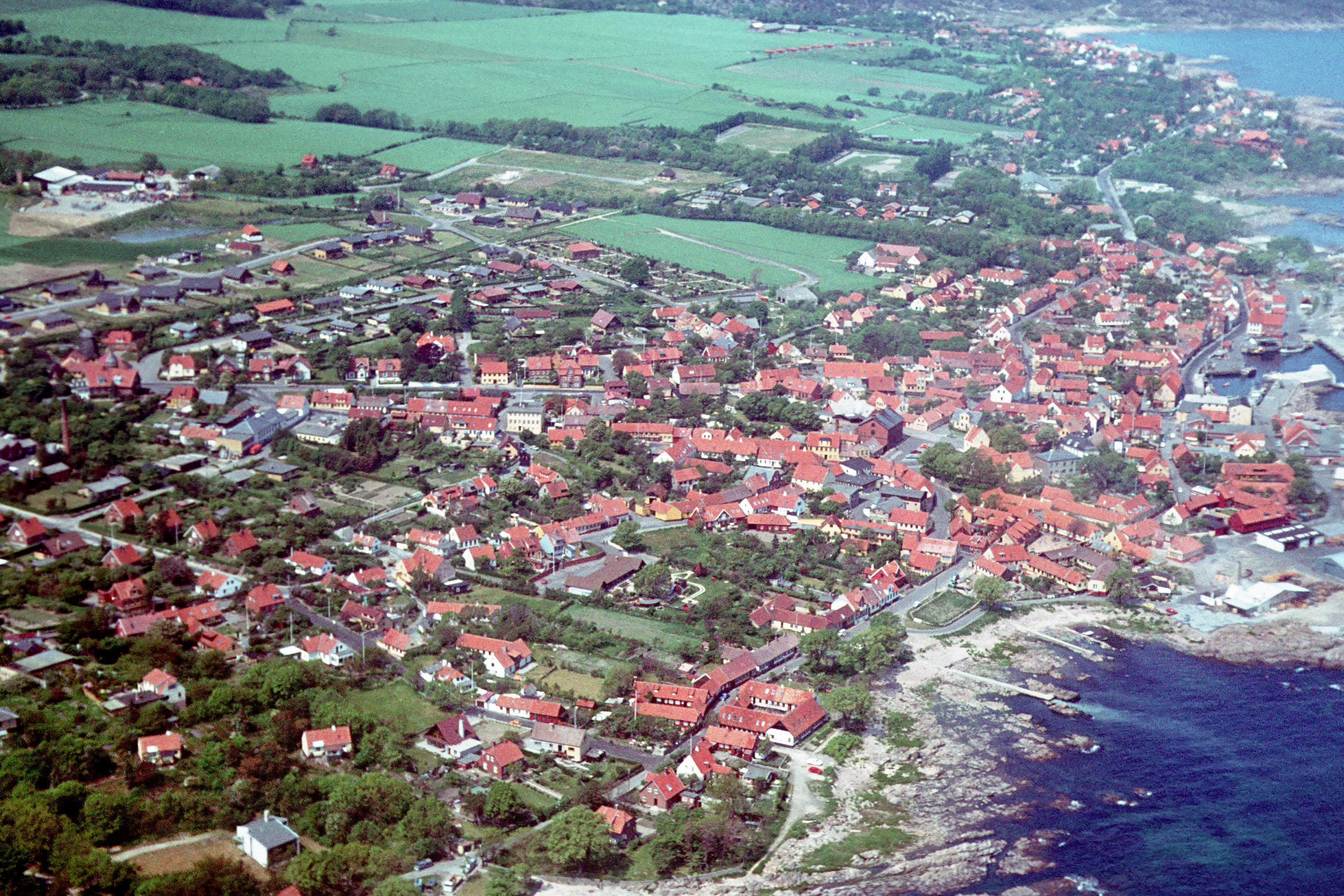
Аллинге (аэрофотоснимок)
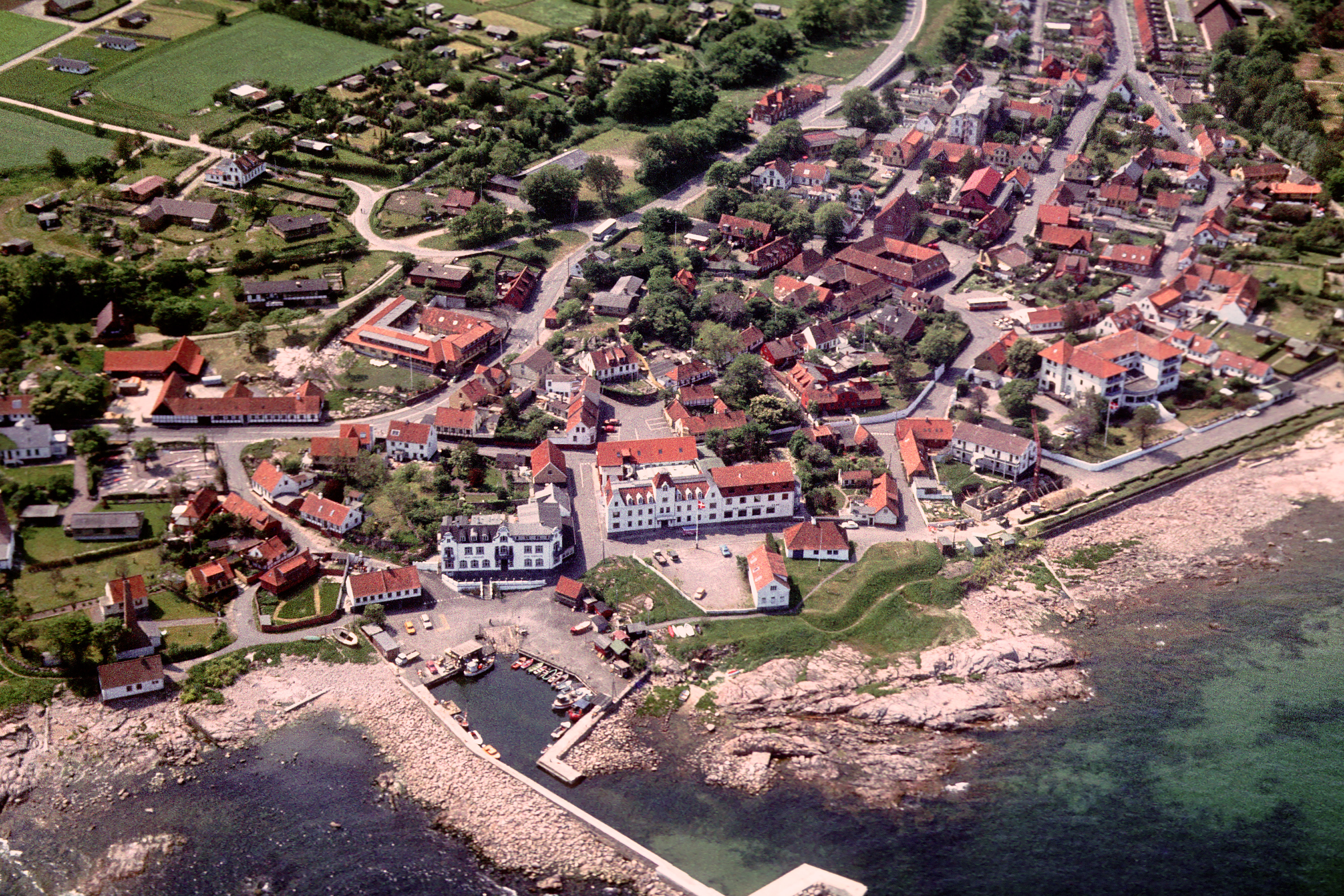
Сандвиг (аэрофотоснимок)
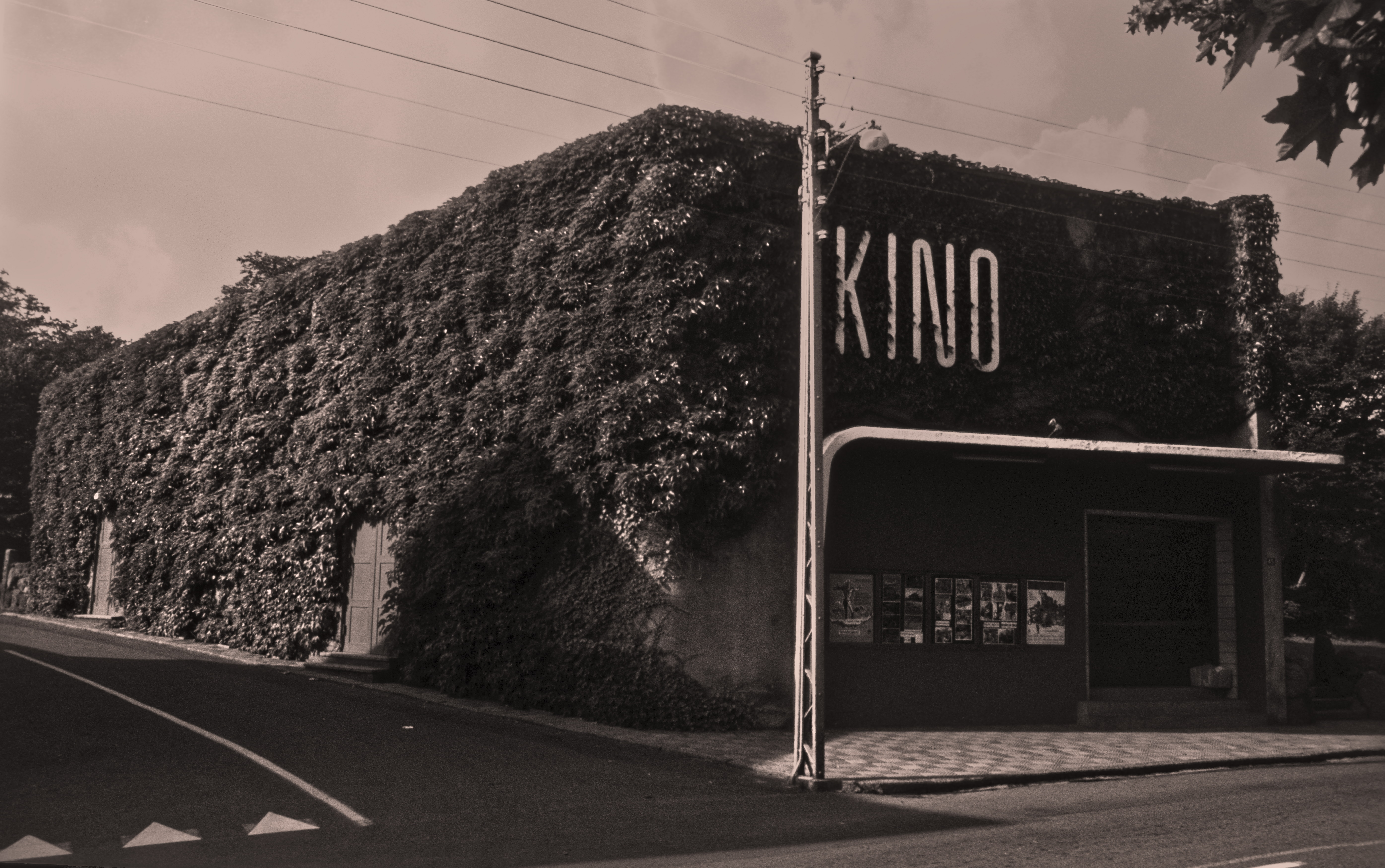
Кинотеатр в Аллинге, 1978
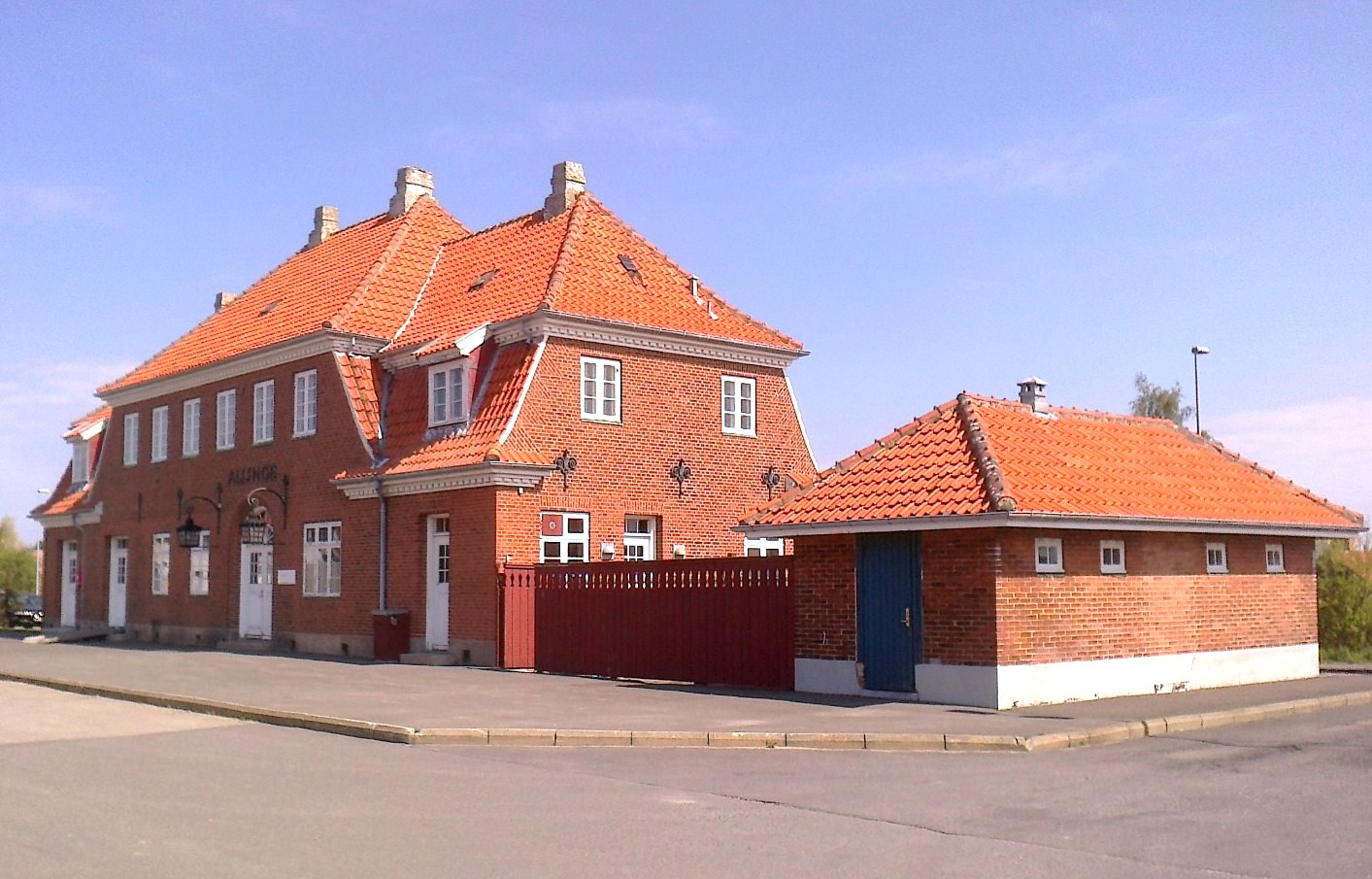
Здание станции Аллинге
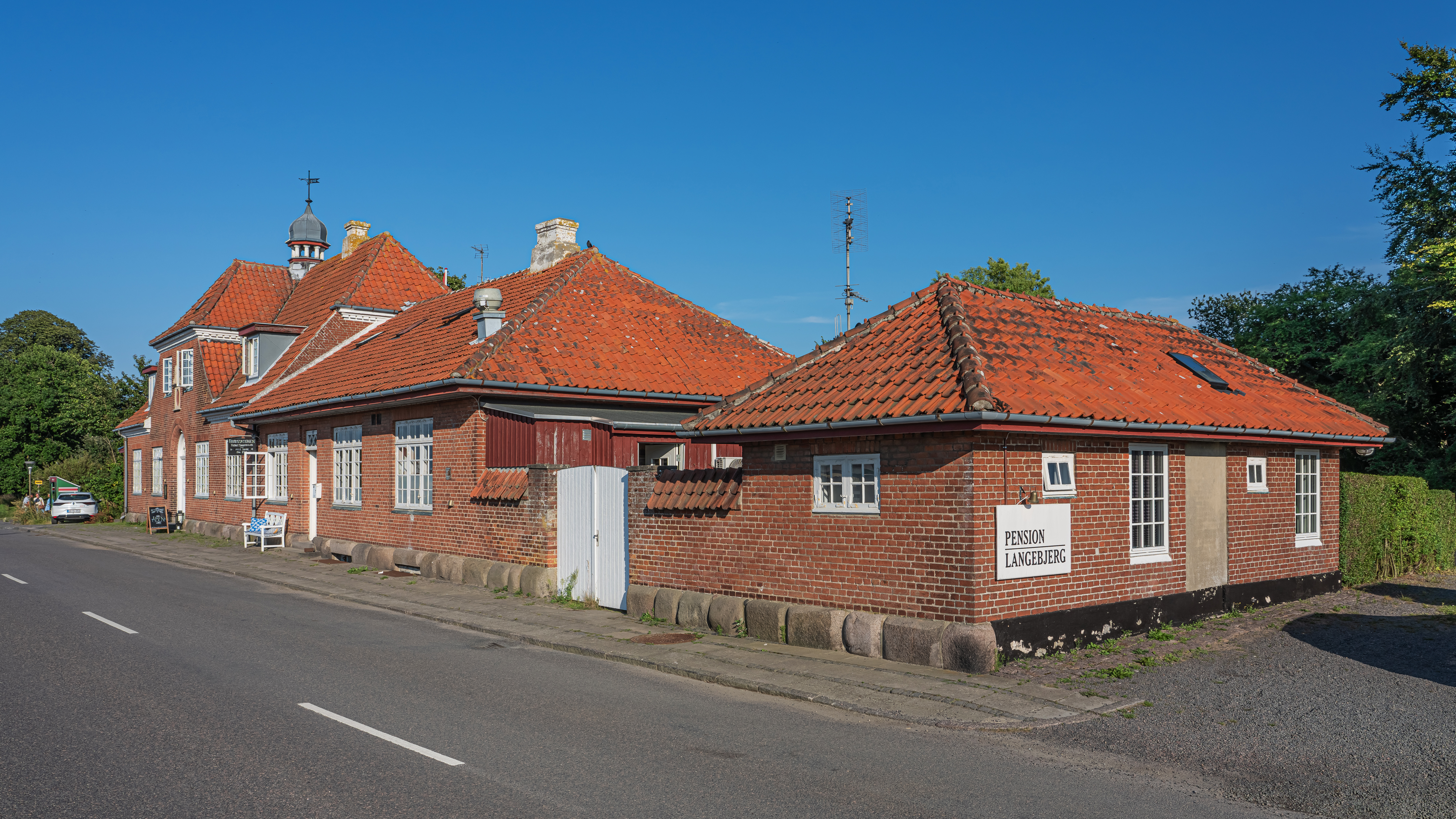
Здание станции Сандвиг